# Конвой RA 55A
Конвой RA 55A (англ. Convoy RA 55A) — арктичний конвой транспортних і допоміжних суден у кількості 23 одиниць, який у супроводженні союзних кораблів ескорту прямував від радянських портів до берегів Ісландії та Шотландії. Конвой вийшов 22 грудня 1943 року з Кольської затоки та 1 січня 1944 року благополучно прибув до Лох Ю. Втрат не мав.

## Історія
Конвой RA 55A складався з 23 торгових суден, які 22 грудня 1943 року вийшли з Кольської затоки. Безпосередній супровід забезпечували два есмінці «Весткотт» і «Бігль», тральщик і три корвети. Океанський ескорт складався з есмінця «Мілн» (командир кептен І. Кемпбелл) та семи інших есмінців Домашнього флоту. Сили крейсерського прикриття у складі «Белфаста» (командир віцеадмірал Р. Барнетт), «Норфолка» та «Шеффілд» також слідували за конвоєм з Мурманська, в готовності забезпечити його захист у разі нападу надводних кораблів Крігсмаріне. Далеке прикриття було забезпечено важкими силами прикриття, що складалися з лінкора «Дюк оф Йорк», крейсера «Джамайка» та чотирьох есмінців під командуванням віцеадмірала Брюса Фрезера, які на момент виходу RA 55A слідували з конвоєм JW 55B, що прямував до радянського порту Мурманськ.
RA 55A протистояла група німецьких підводних човнів з восьми U-Boot у патрульній лінії під кодовою назвою «Айзенбарт» у Норвезькому морі. Надводні сили, які дислокувалися в Альтен-фіорді, складалися з лінкора «Шарнгорст» і п'яти есмінців, перебували в готовності до атаки союзного конвою.
22 грудня 1943 року, через два дні після того, як JW 55B відплив із Британії, RA 55A вийшов у супроводі ескорту з Кольської затоки. Адміралтейство, усвідомлюючи загрозу рейдових дій німецького лінкора «Шарнгорста» з флотилією есмінців, поклало загальне керівництво операцією на віцеадмірала Брюса Фрезера, який координував рух обох конвоїв і різних ескортних сил Королівського флоту в арктичних водах. 25 грудня 1943 року Фрезер отримав інформацію про те, що «Шарнгорст» вийшов у відкрите море; RA 55A був спрямований на північ, щоб уникнути атаки, а пізніше того ж дня отримав наказ відправити чотири допоміжні есмінці для посилення JW 55B. На підтримку конвою були відправлені есмінці «Матчлес», «Маскітер», «Опорт'юн» і «Віраго», які пізніше взяли участь у битві біля Нордкапа, в результаті якої «Шарнгорст» було знищено.
Конвой RA 55A не був виявлений жодними силами Крігсмаріне, і прослідував визначеним маршрутом без подальших інцидентів. 30 грудня 1943 року його зустрів Західний місцевий ескорт, два тральщики та два корвети, і 1 січня 1944 року він благополучно прибув до озера Лох Ю.

## Кораблі та судна конвою RA 55A

### Транспортні судна
| Назва                   | Прапор          | Тоннаж (GRT) | Прим.                                   |
| ----------------------- | --------------- | ------------ | --------------------------------------- |
| Arthur L Perry (1943)   | США             | 7 176        | транспортне судно типу «Ліберті»        |
| Daniel Drake (1943)     | США             | 7 176        | транспортне судно типу «Ліберті»        |
| Edmund Fanning (1943)   | США             | 7 176        | транспортне судно типу «Ліберті»        |
| Empire Carpenter (1943) | Велика Британія | 7 025        |                                         |
| Empire Celia (1943)     | Велика Британія | 7 025        |                                         |
| Empire Nigel (1943)     | Велика Британія | 7 067        |                                         |
| Fort McMurray (1942)    | Велика Британія | 7 133        |                                         |
| Fort Yukon (1943)       | Велика Британія | 7 153        | судно командора конвою кептена Б.Гранта |
| Gilbert Stuart (1943)   | США             | 7 176        | транспортне судно типу «Ліберті»        |
| Henry Villard (1942)    | США             | 7 176        | транспортне судно типу «Ліберті»        |
| James Smith (1942)      | США             | 7 181        |                                         |
| Junecrest (1942)        | Велика Британія | 6 945        |                                         |
| Mijdrecht (1931)        | Нідерланди      | 7 493        |                                         |
| Ocean Strength (1942)   | Велика Британія | 7 173        |                                         |
| Ocean Vanity (1942)     | Велика Британія | 7 174        |                                         |
| Ocean Verity (1942)     | Велика Британія | 7 174        |                                         |
| Park Holland (1943)     | США             | 7 176        | транспортне судно типу «Ліберті»        |
| Rathlin (1936)          | Велика Британія | 1 600        | рятувальне судно конвою                 |
| San Adolfo (1935)       | Велика Британія | 7 365        | танкер-заправник конвою                 |
| Thomas Kearns (1943)    | США             | 7 194        | транспортне судно типу «Ліберті»        |
| Thomas Sim Lee (1942)   | США             | 7 191        | транспортне судно типу «Ліберті»        |
| William L Marcy (1942)  | США             | 7 176        | транспортне судно типу «Ліберті»        |
| William Windom (1943)   | США             | 7 194        | транспортне судно типу «Ліберті»        |

### Кораблі ескорту
| Ближній ескорт                 |                                         |                                            |                       |
| «Весткотт»                     | Військово-морські сили Великої Британії | ескадрений міноносець «Адміралті» типу «W» | 23-30 грудня          |
| «Бігль»                        | Військово-морські сили Великої Британії | ескадрений міноносець типу «B»             | 23-28 грудня          |
| «Сігал»                        | Військово-морські сили Великої Британії | тральщик типу «Гальсіон»                   | 22-31 грудня          |
| «Діанелла»                     | Військово-морські сили Великої Британії | корвет типу «Флавер»                       | 23 грудня-1 січня     |
| «Поппі»                        | Військово-морські сили Великої Британії | Корвет типу «Флавер»                       | 23 грудня-1 січня     |
| «Акантус»                      | Військово-морські сили Норвегії         | корвет типу «Флавер»                       | 23 грудня-1 січня     |
| Океанський ескорт              |                                         |                                            |                       |
| «Мілн»                         | Військово-морські сили Великої Британії | Лідер ескадрених міноносців типу «M»       | 23-31 грудня          |
| «Метеор»                       | Військово-морські сили Великої Британії | ескадрений міноносець типу «M»             | 23-31 грудня          |
| «Ашанті»                       | Військово-морські сили Великої Британії | ескадрений міноносець типу «Трайбл»        | 23-30 грудня          |
| «Атабаскан»                    | Військово-морські сили Канади           | ескадрений міноносець «Трайбл»             | 23-28 грудня          |
| «Матчлес»                      | Військово-морські сили Великої Британії | ескадрений міноносець типу «M»             | 23-25 грудня          |
| «Маскітер»                     | Військово-морські сили Великої Британії | ескадрений міноносець типу «M»             | 23-25 грудня          |
| «Опорт'юн»                     | Військово-морські сили Великої Британії | ескадрений міноносець типу «O»             | 23-25 грудня          |
| «Віраго»                       | Військово-морські сили Великої Британії | ескадрений міноносець типу «V»             | 23-25 грудня          |
| Крейсерський ескорт            |                                         |                                            |                       |
| «Белфаст»                      | Військово-морські сили Великої Британії | легкий крейсер типу «Таун» (1936)          | флагман; 23-25 грудня |
| «Норфолк»                      | Військово-морські сили Великої Британії | важкий крейсер типу «Каунті»               | 23-25 грудня          |
| «Шеффілд»                      | Військово-морські сили Великої Британії | легкий крейсер типу «Таун» (1936)          | 23-25 грудня          |
| Сили далекого прикриття конвою |                                         |                                            |                       |
| «Дюк оф Йорк»                  | Військово-морські сили Великої Британії | лінійний корабель типу «Кінг Джордж V»     | флагман; 23-25 грудня |
| «Джамайка»                     | Військово-морські сили Великої Британії | легкий крейсер типу «Коронна колонія»      | 23-25 грудня          |
| «Саумарез»                     | Військово-морські сили Великої Британії | лідер ескадрених міноносців типу «S»       | 23-25 грудня          |
| «Савідж»                       | Військово-морські сили Великої Британії | ескадрений міноносець типу «S»             | 23-25 грудня          |
| «Скорпіон»                     | Військово-морські сили Великої Британії | ескадрений міноносець типу «S»             | 23-25 грудня          |
| «Сторд»                        | Військово-морські сили Норвегії         | ескадрений міноносець типу «S»             | 23-25 грудня          |

## Військові кораблі Крігсмаріне

### Підводні човни
| Назва | Тип   | Командир                                   | Прим. |
| ----- | ----- | ------------------------------------------ | ----- |
| U-277 | VII C | оберлейтенант-цур-зее Роберт Любсен        |       |
| U-307 | VII C | оберлейтенант-цур-зее Фрідріх-Георг Геррле |       |
| U-314 | VII C | капітан-лейтенант Георг-Вільям Бассе       |       |
| U-354 | VII C | капітан-лейтенант Карл-Гайнц Гербшлейб     |       |
| U-360 | VII C | капітан-лейтенант Клаус-Гельмут Беккер     |       |
| U-387 | VII C | капітан-лейтенант Рудольф Бюхлер           |       |
| U-601 | VII C | оберлейтенант-цур-зее Отто Гансен          |       |
| U-716 | VII C | оберлейтенант-цур-зее Ганс Дюнкельберг     |       |
| U-957 | VII C | оберлейтенант-цур-зее Гергард Шар          |       |

### Надводні кораблі
| Назва       | Тип                                    | Дії                              | Прим.                                                                                 |
| ----------- | -------------------------------------- | -------------------------------- | ------------------------------------------------------------------------------------- |
| «Шарнгорст» | лінійний корабель типу «Шарнгорст»     | здійснив спробу атакувати конвой | 26 грудня 1943 року потоплений силами британського флоту біля мису Нордкап в Норвегії |
| Z29         | ескадрений міноносець типу 1936A       | брав участь в атаці на конвой    |                                                                                       |
| Z30         | ескадрений міноносець типу 1936A       | брав участь в атаці на конвой    |                                                                                       |
| Z33         | ескадрений міноносець типу 1936A (Mob) | брав участь в атаці на конвой    |                                                                                       |
| Z34         | ескадрений міноносець типу 1936A (Mob) | брав участь в атаці на конвой    |                                                                                       |
| Z38         | ескадрений міноносець типу 1936A (Mob) | брав участь в атаці на конвой    |                                                                                       |